# Félix de la Colina
Félix M. de la Colina (La Rioja, 20 de noviembre de 1880-desconocido) fue un abogado y político argentino, del Partido Demócrata Nacional, que se desempeñó como diputado nacional (1916-1918), senador nacional (1941-1943) y como gobernador de la provincia de La Rioja en 1943.

## Biografía
Nació en la ciudad de La Rioja en 1880. Asistió a la escuela normal y al colegio nacional de La Rioja y se recibió de abogado en la Universidad Nacional de Córdoba.
Fue juez de paz de Cruz del Eje (Córdoba) y defensor de pobres, menores e incapaces en La Rioja. Fue ministro general de Gobierno de La Rioja, durante la gobernación de Tomás Vera Barros (1913-1916).
En las elecciones legislativas de 1916, fue elegido diputado nacional por la provincia de La Rioja, siendo candidato de la Unión Conservadora. Su mandato concluyó en 1918.
Fue miembro del Superior Tribunal de Justicia de La Rioja, siendo presidente del cuerpo entre 1927 y 1931.
En las elecciones provinciales de La Rioja de 1931, fue candidato a gobernador por el Partido Demócrata Nacional. Acompañado por Ramón A. Moreya, la fórmula quedó en segundo lugar con el 40% de los votos, triunfando el binomio radical antipersonalista Carlos Arcadio Vallejo-Venancio Martínez.
Fue juez federal en La Rioja hasta 1940. En las elecciones al Senado de 1941, fue elegido senador nacional por la provincia de La Rioja. Tenía mandato hasta 1950, pero renunció en 1943. Fue vocal en la comisión de Guerra y Marina.
En las elecciones provinciales de 1942, resultó elegido gobernador de La Rioja sin oposición, ya que el radicalismo se abstuvo. Asumió en febrero de 1943 y ocupó el cargo por pocos meses, ya que su mandato fue interrumpido por el golpe de Estado del 4 de junio de 1943.